# ジョージ・グリフィス

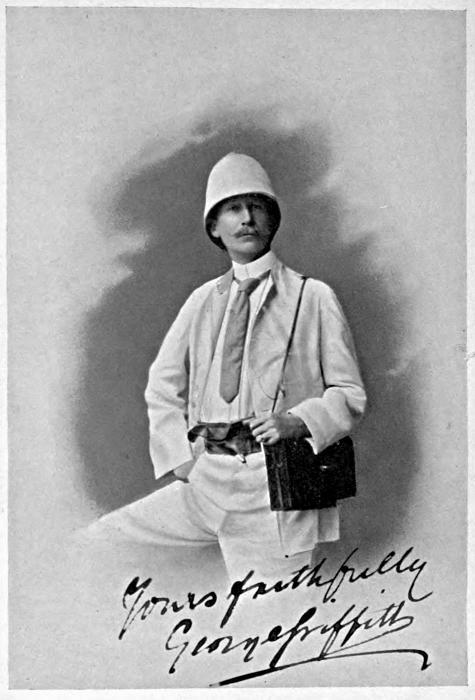
'ジョージ・チェットウィン・グリフィス＝ジョーンズ

ジョージ・チェットウィン・グリフィス＝ジョーンズ（George Chetwyn Griffith-Jones, 1857年 - 1906年）は、イギリスのサイエンス・フィクション作家、探検家。
ヴィクトリア時代後期からエドワード時代にかけて活動した。彼の空想的な物語の多くは、単行本として出版される前に『ピアーソンズ・マガジン』（Pearson's Magazine）や『週刊ピアーソン』（Pearson's Weekly）のような雑誌に掲載された。グリフィスはイギリスでは極めてポピュラーであるが、アメリカ合衆国においては（彼の革命的、社会主義的見解のためもあり）同様の賞賛を得ることに失敗している。科学者というよりはジャーナリストであった彼の作品は、多作と引き換えに、科学的な厳正さと文学的な優美さを欠いていた。

## 概要
彼の父は20代半ばで教師となった教区司祭であった。寄稿に頼った貧乏生活の後、彼は短期間、新聞社に勤めた。そして"Ananias, The Atheist's God: For the Attention of Charles Bradlaugh"などの政治的パンフレットを書いた。G・H・チェスニー（George Tomkyns Chesney）将軍の"The Battle of Dorking"、フィリップ・H・コロン（Philip H. Colomb）提督による"The Great War of 1892"などの成功に倣って、グリフィスも（『ピーアソンズ・マガジン』の部員として）『革命天使』と題された小説の梗概を提出した。これは彼の代表作となった。『革命天使』は、ジュール・ヴェルヌがその「驚異」譚で示した「未来の飛行機械、圧縮空気砲、劇的な空中戦」と、チェスニーおよびその模倣者たちの「未来戦争」もの、そしてウィリアム・モリスの『ユートピアだより』の最初の統合物であった。彼は続編を書き、『空のサイレーン』（The Syren of the Skies）として雑誌に連載した。これは主要登場人物の名を取って、『オルガ・ロマノフ』（Olga Romanoff）の題で単行本化された。
H・G・ウェルズには完全に見劣りがするものの、「空中戦艦が飛びかう未来戦争とロマンティックな無法者たち、壮大な工学技術」をモチーフにしたグリフィスの叙事的ファンタジーは、一世紀後のスチームパンクの雛形となった。『革命天使』やオルガ・ロマノフの人物造形はイギリスのファンタジー作家マイケル・ムアコックに強い影響を与えた。
SF批評家のサム・モスコウィッツはグリフィスを「1893年から95年のイングランドで最もポピュラーなSF作家」としている。
グリフィスのSF小説で描かれる太陽系旅行はウェルズやヴェルヌと同じように壮大で現実性に乏しいものだが、一方で作中人物が用いる宇宙服については驚くほどに先見性のある描写が行われている。1901年の『宇宙の新婚旅行』（Honeymoon in Space）は地質学・進化論に基づいた教育的作品で、フラマリオン、ウェルズ、Lach-Szyrma、エドガー・フォーセットらの知見に依った宇宙旅行小説であった。スタンレイ・ウッドによる挿絵は、禿げた大頭と超知性を持つ痩せたエイリアン、すなわち現代SFにおけるグレイの元祖を描いている点でより重要である。
現実世界における探検家としては、グリフィスは65日間で世界一周をし、既存の記録を塗り替えている。また彼はアマゾン川源流の発見にも協力している。グリフィスは1906年に、48歳で、肝硬変により死亡した。

## 主要作品リスト
- The Romance of Golden Star (1891)
- Britain of Boer? A Tale of the Fight for Africa (1892)
- The Angel of the Revolution: A Tale of the Coming Terror (1893)
- Olga Romanoff (1894)
- The Outlaws of the Air (1895)
- Valdar the Oft-Born: A Saga of Seven Ages (1895)
- The Gold Finder (1898)
- The Virgin of the Sun: A Tale of the Conquest of Peru (1898)
- The Great Pirate Syndicate (1899)
- Denver's Double: A Story of Inverted Identity (1901)
- A Honeymoon in Space (1901)
- The White Witch of Mayfair (1902)
- The Lake of Gold: A Narrative of the Anglo-American Conquest of Europe (1903)
- A Woman Against the World (1903)
- The World Masters (1903)
- A Criminal Croesus (1904)
- The Stolen Submarine: A Tale of the Japanese War (1904)
- The Great Weather Syndicate (1906)
- The Mummy and Miss Nitocris: A Phantasy of the Fourth Dimension (1906)
- The World Peril of 1910 (1907)
- The Destined Maid (1908)
- The Sacred Skull (1908)
- The Diamond Dog (1913)

## アンソロジー
- Before Armageddon: An Anthology of Victorian and Edwardian Imaginative Fiction Published Before 1914 (1976)